# 東長寺
東長寺（とうちょうじ）は、福岡県福岡市博多区にある真言宗の寺院。九州における真言宗九州教団の拠点寺院（別格本山）である。山号は南岳山、正式名称は東長密寺である。博多旧市街にある寺院の一つ。

## 歴史
『筑前国続風土記』によると、空海（弘法大師）が唐での修行を終え帰国の途につき、大同元年（806年）10月に博多へ帰着、翌年4月末まで博多に滞在したと記されている。滞在のおりに、密教東漸（とうぜん）を祈願し、本尊とし不動明王像を空海自らが彫り、一伽藍を建立したのが始まりとされる。寺院名の東長密寺は、「密教が東に長く伝わるように」と祈誓し命名し、空海が創建した日本最古の寺とされる。初期の伽藍は、博多の海辺の勤行町（略して行町（ぎょうのちょう）ともいう。）（現・呉服町）にあり、大伽藍を有し寺勢は盛んだったとされ、空海が自身の像を彫り大師堂に安置し、また多聞天、持国天像も空海が自作したと記されている。
元弘年間の頃に兵火にあい3年後に再興するが、当初の半分にも及ばず。再度、永禄・天正年間に兵火にあい荒廃するが、福岡藩2代藩主黒田忠之が、真言宗に帰依し大檀越となり、現在地に鐘楼・護摩堂・大日堂・本堂などを建立、また寺領200石を寄進して再興し、菩提所とした。また、福岡藩3代藩主黒田光之も、寺領100石と山林15万坪（約49.5万km2）を寄進し加増した。

## 伽藍
- 山門 - 「南岳山」の扁額が架かる。

門に向かって右に「九州三十六不動霊場第三十六番札所」、左に「九州八十八ヶ所第一番霊場」の表札が架かる。また、山門右側方に「弘法大師開基　真言密教最初霊場　南岳山　東長密寺」の寺号標、左側方に「南岳山　東長密寺開創千弐百年記念　弘法大師開基　密教東漸日本最初霊場　西安　青龍寺住持　寛旭」の石碑が建つ。

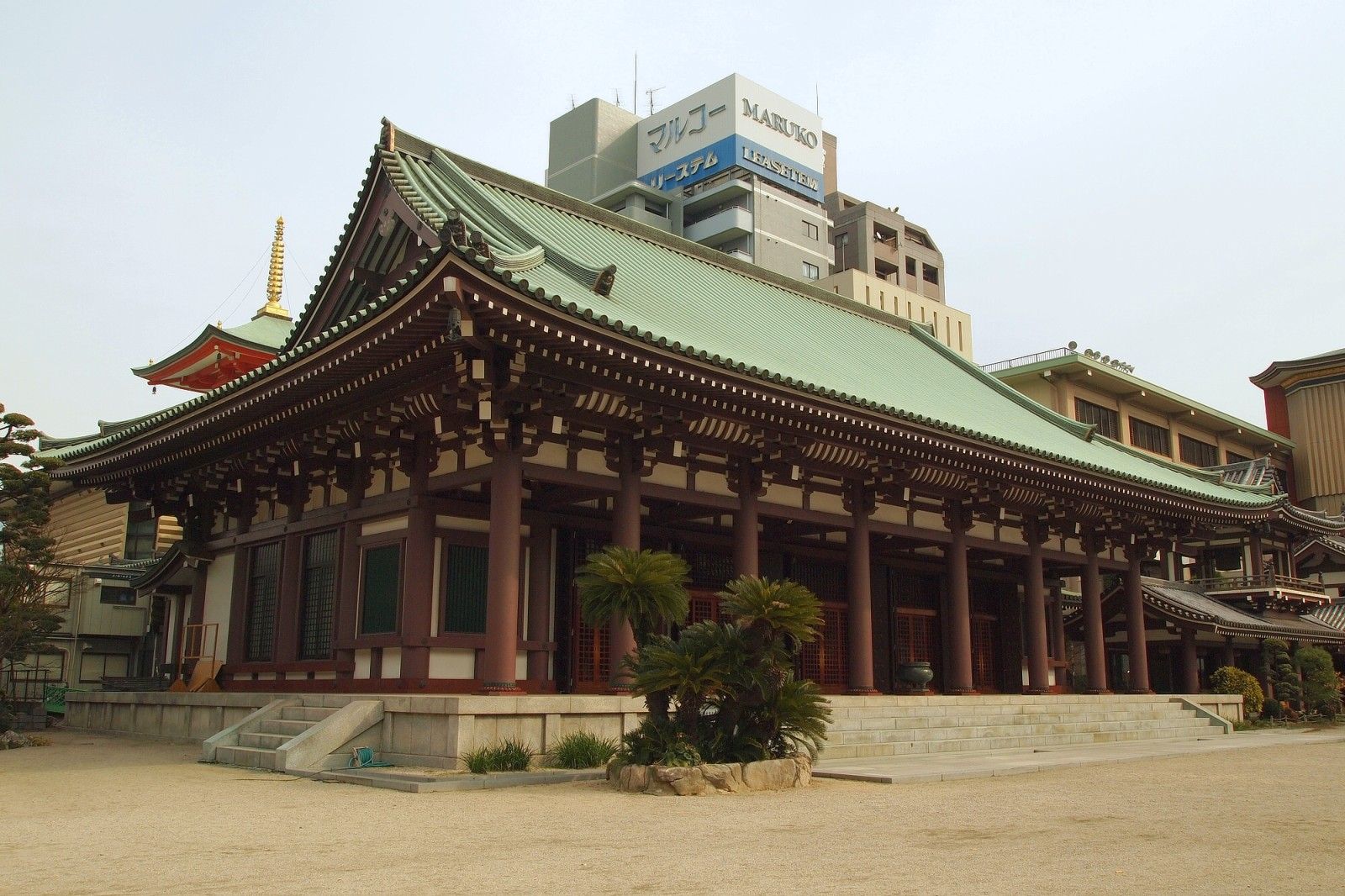
本堂
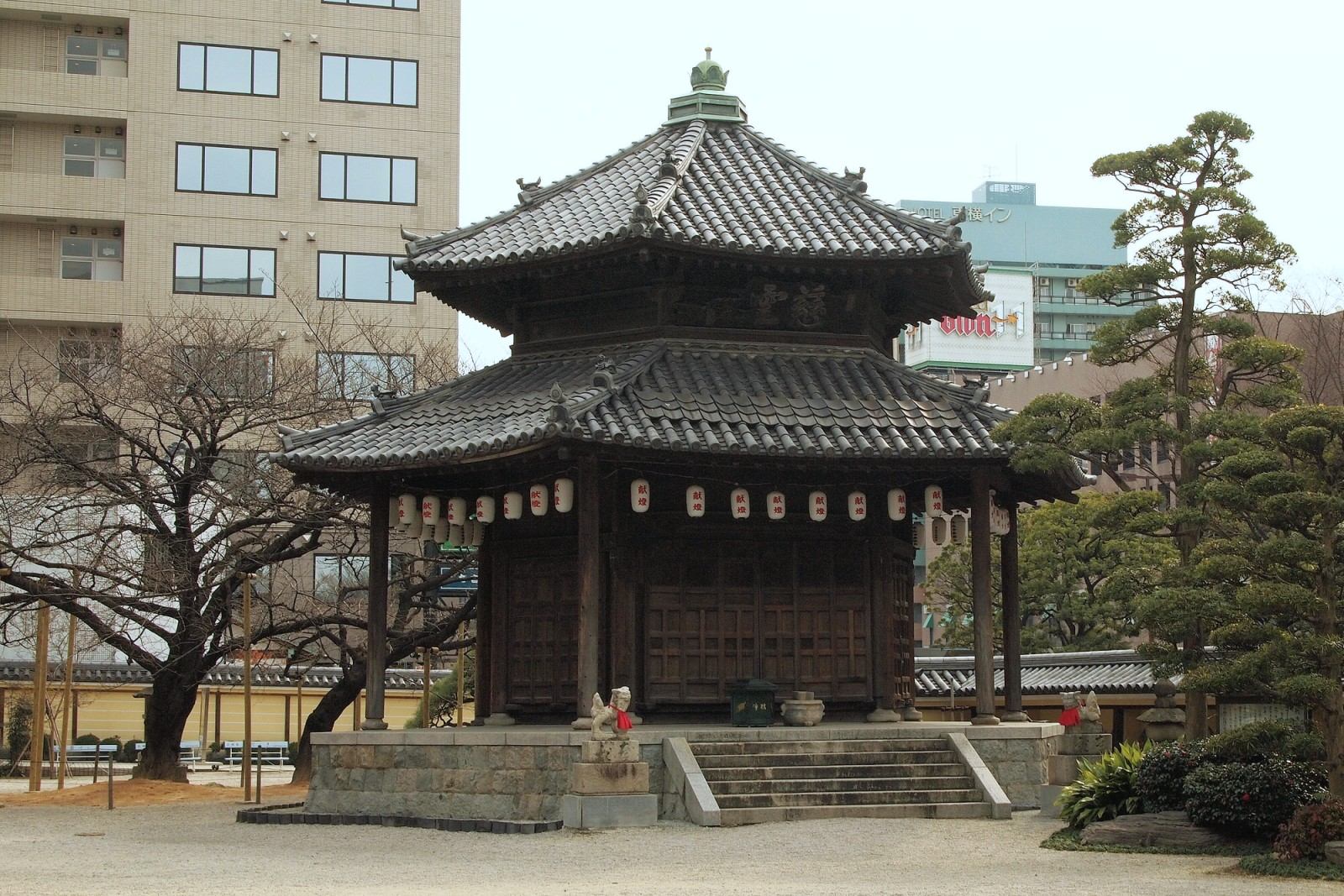
六角堂
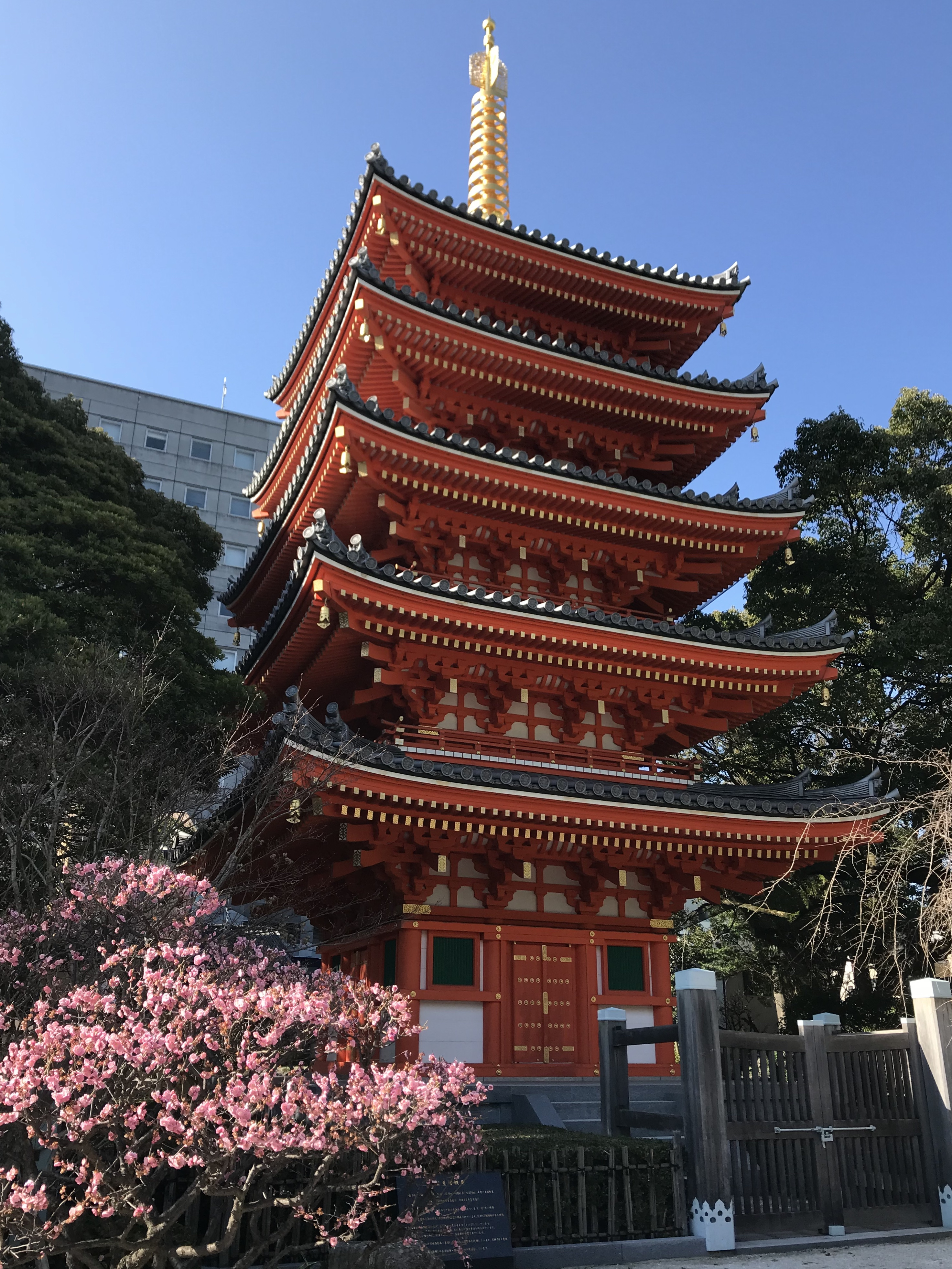
五重塔
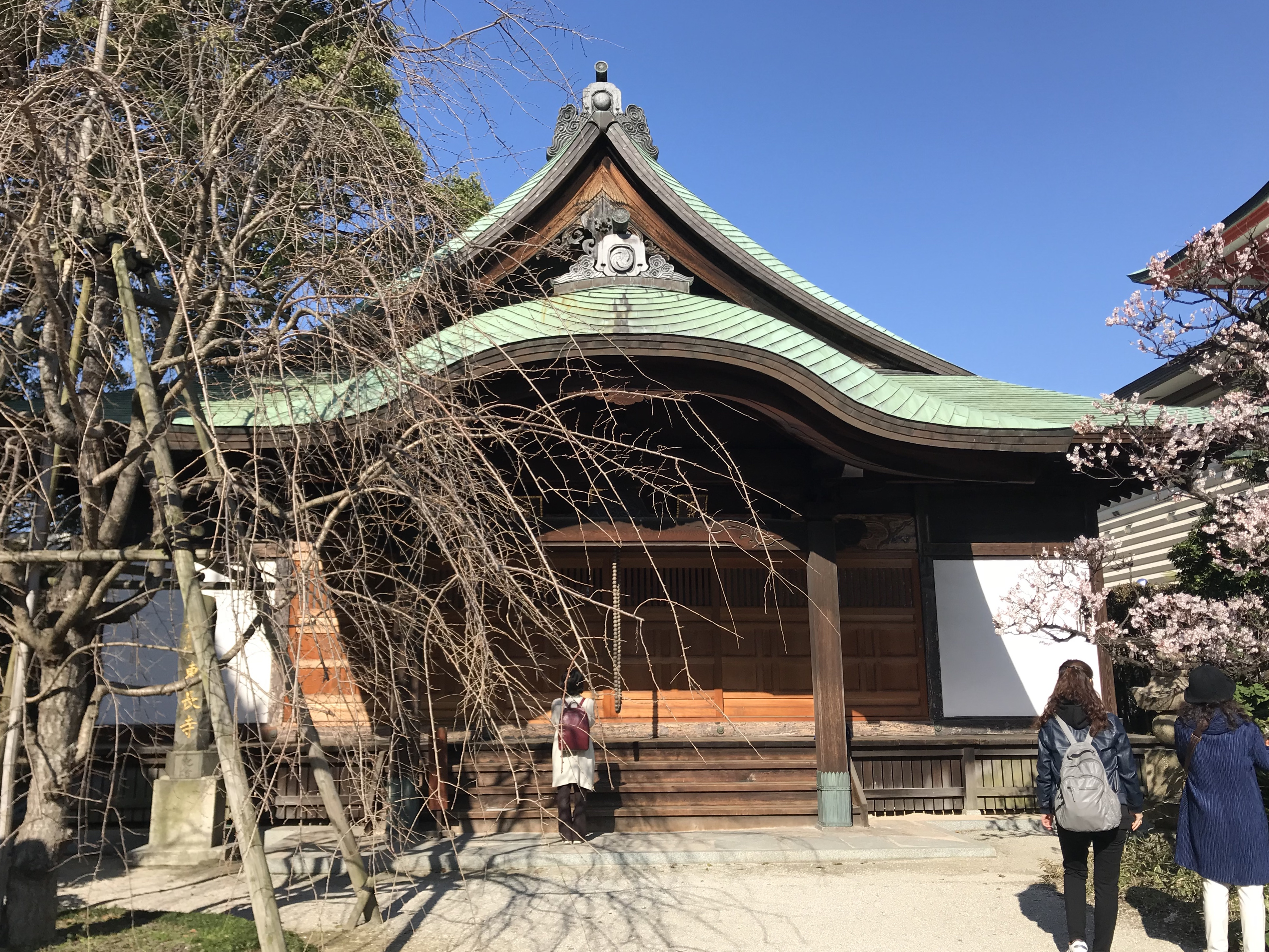
大師堂
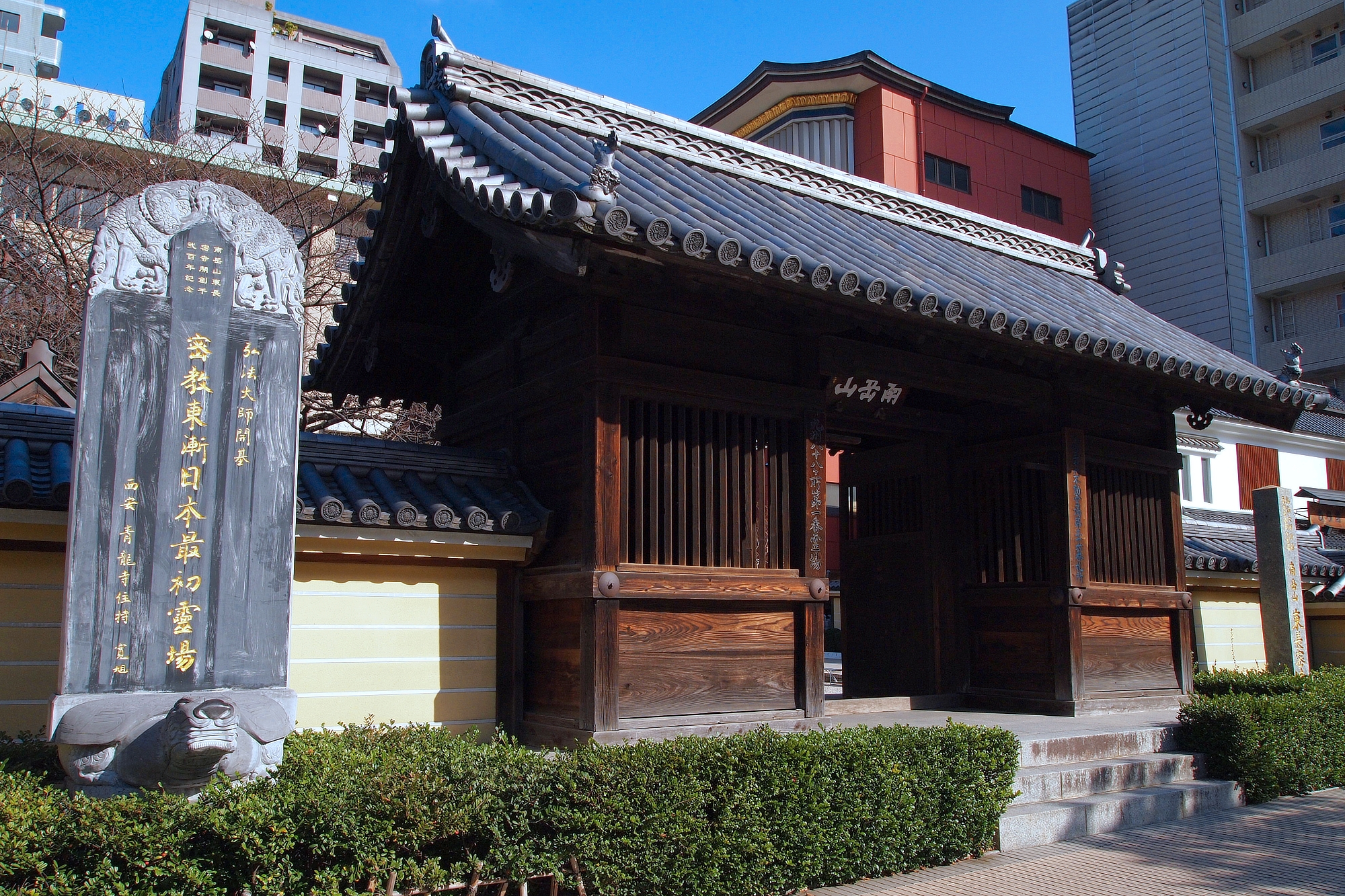
山門
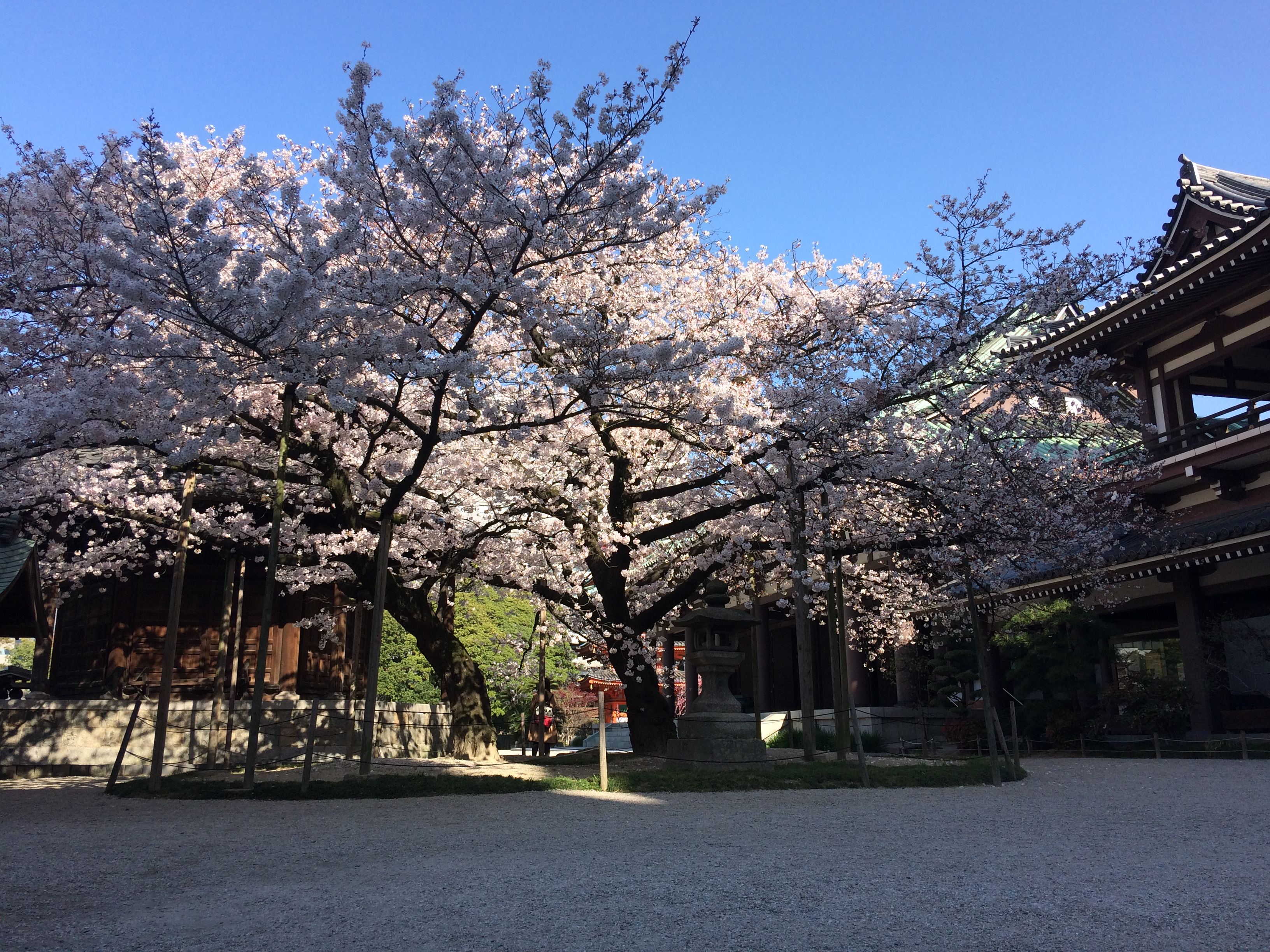
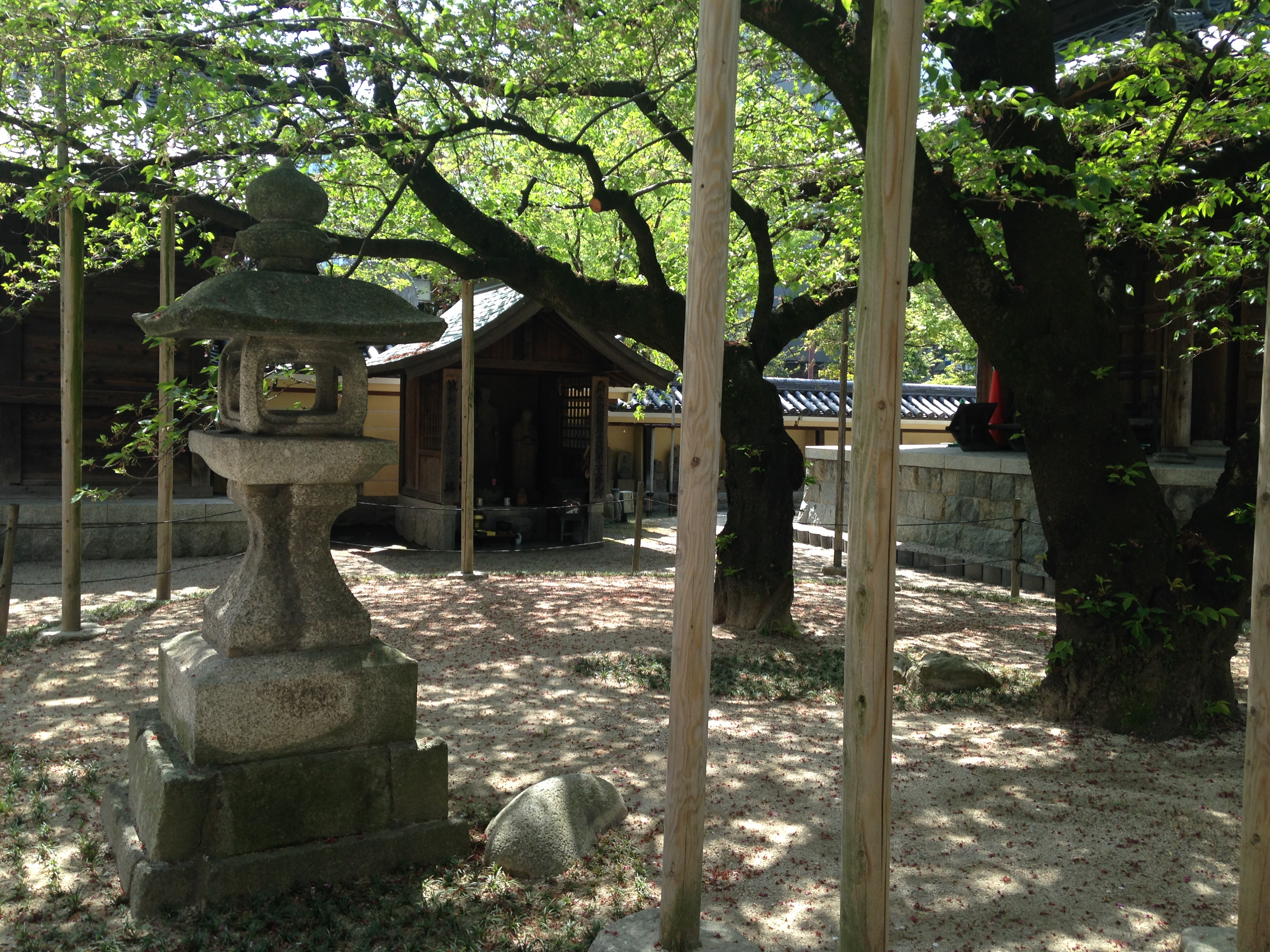
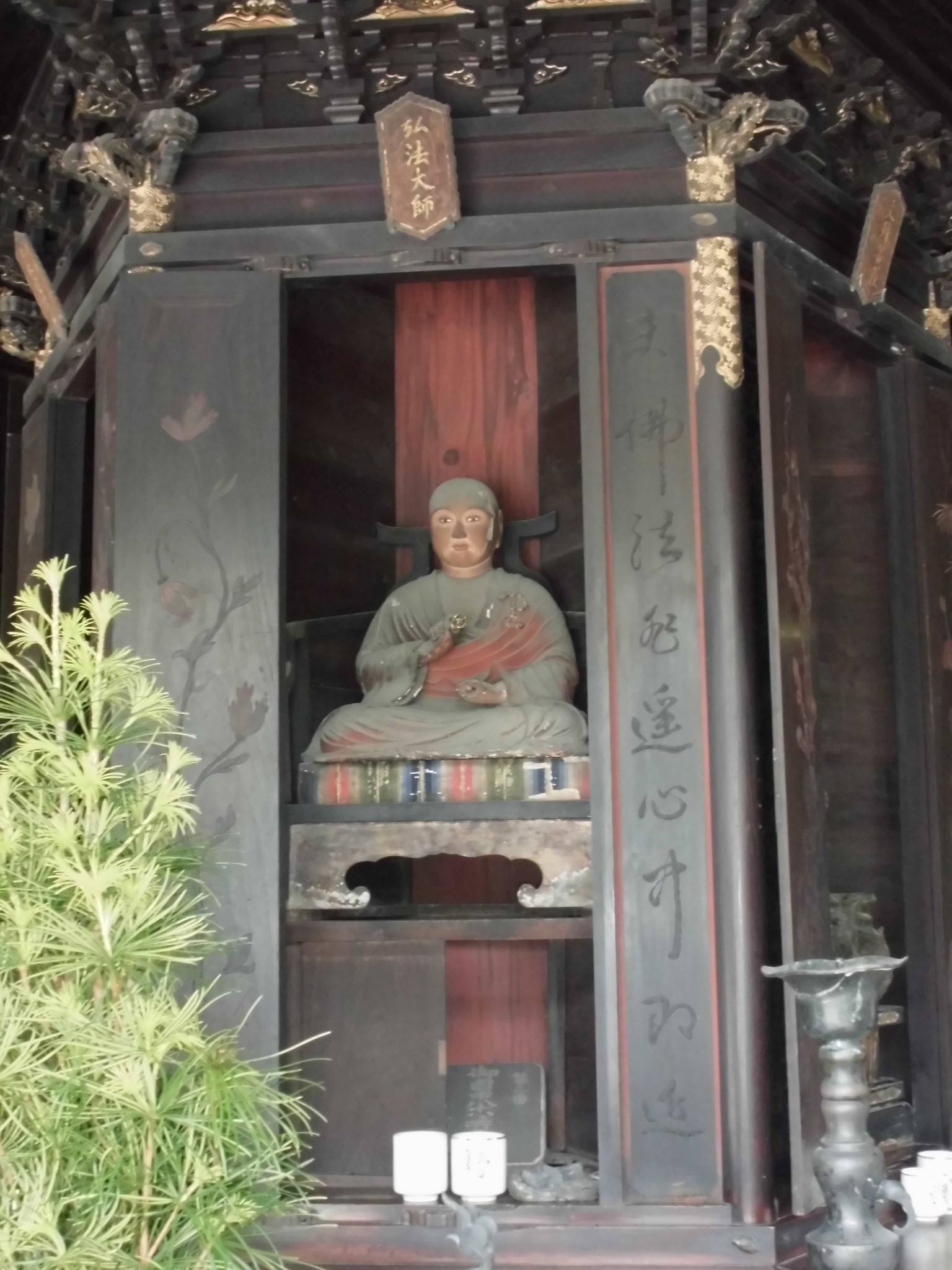
空海
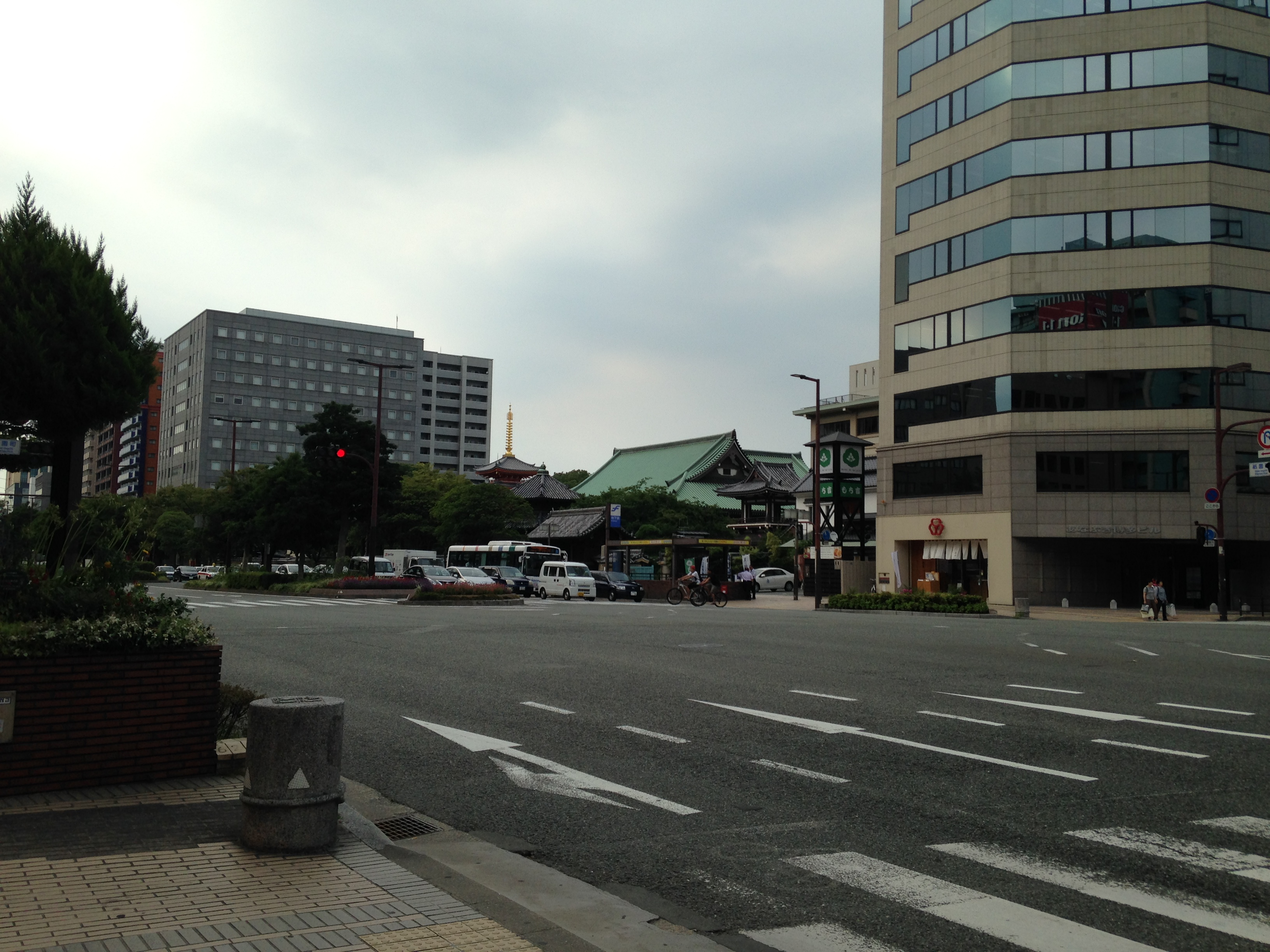
六角堂 - 天保13年（1842年）に建立。覆屋と回転式の仏龕からなる仏殿である[2]（福岡市指定文化財で詳述）。正面に一対の狛犬が置かれている[8]。通常、扉が閉まっているが毎月28日に開帳される[5]。
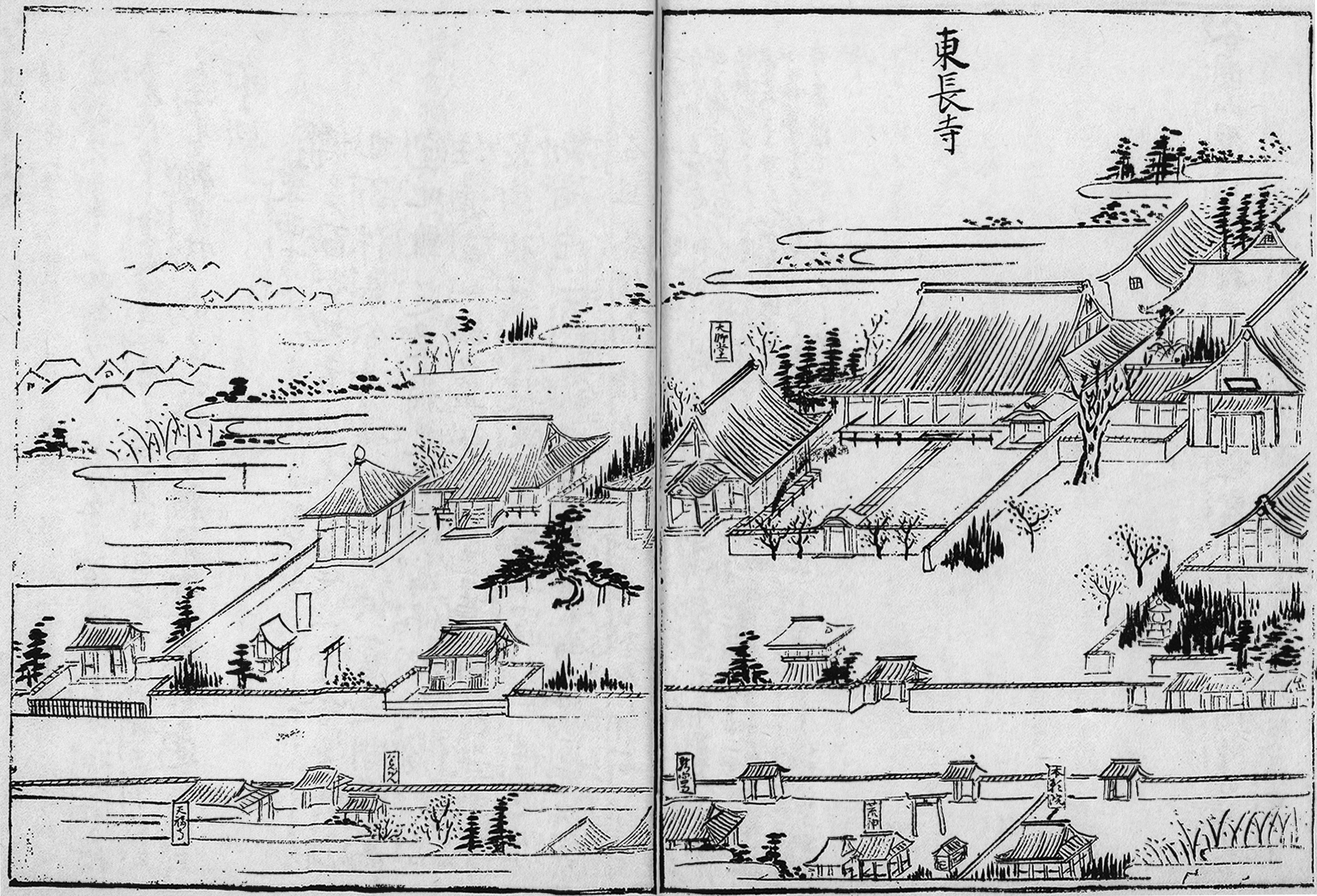
大仏殿 - 福岡大仏とよばれる木造迦如来坐像を安置する。

高さ10.8メートル、光背の高さ16.1メートル、重さ30トンの檜造で、1992年（平成4年）に完成。膝上で両手を組む法界定印（ほっかいじょういん）を結ぶ。像高10.8メートルは、人間の煩悩の数（百八とされる）にちなむ。木造坐像としては日本最大級を誇る（日本一と紹介する資料もあるが、但馬大仏の方が木造坐像として日本最大ではないかとする資料もある）。光背の後方壁面には5000もの小仏がある。大仏台座周囲に真っ暗な通路があり「地獄極楽巡り（戒壇廻り）」ができる。大仏殿は鉄筋コンクリート造りの2階建ての2階にあり、1階は駐車場である。
- 鐘楼 - 鉄筋コンクリート造りの寺務所2階にある。
- 本堂 - 本尊は秘仏・木造千手観音立像（重要文化財で詳述）、弘法大師坐像（秘仏）、不動明王立像。
- 多宝塔 - 本堂に接し後方にあり、鐘楼・大仏殿辺り（2階）から見えるが、全景は確認できない。
- 地蔵堂 - 九州二十四地蔵尊22番霊場となっている。
- 五重塔 - 2011年（平成23年）5月に完成。総檜造。高さ25.9メートル[10]。

釘を使用しない伝統工法で建てられ、非公開ではあるが、塔内部には四季の風物や仏像を描いた日本画が飾られている。
- 本尊 - 大日如来。
- 材木 - 檜は、奈良の吉野檜、高知の四万十檜の赤身材を使用し、総使用木材重量は78トン。
- 屋根 - 瓦は、耐寒性に優れた岐阜の美濃瓦を17850枚を使用。
- 相輪 - 青銅鋳物製金箔仕上げで、高さ8メートル。露盤の中央に輪宝、右に黒田藤、左に五三の桐の寺紋が彫られている。五重塔自体は心柱のある伝統工法で地震にも強いが、相輪部と塔の接続部は地震に弱いため、最新工法である免震ゴムを装着し耐震性が高められている。
- 基壇 - 沓石は岡山の万成御影石、基壇は佐賀の天山御影石を使用。総使用石材重量は30トン。
- 塗装 - 膠、鉛丹、胡粉を用い木材を保護している。

- 福岡藩主黒田家墓所 - 福岡藩二代藩主黒田忠之、三代藩主光之、八代藩主治高の墓所[12]（福岡市指定文化財で詳述）。

藩祖・黒田孝高、初代藩主・長政など黒田家の菩提寺は、崇福寺 (福岡市)であるが、当寺は黒田家の準菩提寺となっている。
- 本堂
- 六角堂
- 五重塔
- 大師堂
- 山門
- 空海
- 大博通からの遠景
- 1821

## 文化財

### 重要文化財（国指定）
木造千手観音立像
指定年月日：1904年（明治37年）2月18日。平安時代中期作、槙材一木造、像高83センチ。
頭部に10面の化仏が付く十一面観音で、髻（もとどり）は高く華やかで、目じりが切れ上がり頬が張り、唇は分厚く全体に比してやや大きく造られている。手部は肩から別材で矧ぎ（はぎ）つけている。体躯は肉どりが厚く膨らみがあるが、腰部と脚部が引き締められ、上体が反り気味に立たせてあるため、丈の低さを感じさせない。条帛（じょうはく）、裳には翻波式（はんぱしき）･巻葉渦文の衣文が見られ、平安中期の様式と考えられる。正面から見ると、四十二の手、両側に持つ錫杖・鉾などが逆三角形のプロポーションとなり安定感があるが、鑿の跡が残り細部にこだわりがない造りである。頭上面、天衣、前面の宝鉢を持つ手、脇手などに後補が見られる。台座は1955年（昭和30年）の修理時に新調したものである。

### 福岡市指定文化財
東長寺六角堂 附 仏龕1基および卓1脚（区分 - 有形文化財、種別 - 建造物）
指定年月日：昭和63年（1988年）3月31日。覆屋に回転式の仏龕が収められた六角形の仏殿である。
天保13年（1842年）に、博多上東町（現・呉服町付近）で売薬や漆問屋を営んでいた商人の豊後屋栄蔵（万歳楼袖彦）が名古屋以西の商人から浄財を募り、名古屋の堂宮大工・８代伊藤平左衛門を招き建立し寄進した仏殿である。当初、東長寺の末寺に建立されていたものを、当地へ移築したものである。その末寺は櫛田神社そばにあった東長寺に属する神護寺であり、明治の神仏分離令により廃寺になるにあたり六角堂を移築したとされる（信頼できる出典は見つからず）。六角堂内部に仏龕が置かれ、厨子扉には、聖福寺の僧・仙厓和尚など、当時の文人の書画が刻まれている。形状は六角形で回転式であり、形態的には輪蔵と同等である。仏龕の六角形の各面に弘法大師像、薬師如来像、文殊菩薩像、白衣観音像、地蔵菩薩像、北辰霊符神像を安置する。輪蔵は経典を納める回転式の書架であり、輪蔵を回すことで経典の功徳が得られるとされ、また輪蔵を収める建物は経蔵と呼ばれる。対して、当六角堂に収められている仏龕は、輪蔵と同様の回転式であるが仏龕として仏像を収め、また覆屋も礼拝が行われる場として利用できる構造、即ち仏殿としてふさわしい設計が行われている。六角堂は、周囲に壁がなく柱だけで庇を付け、六角形の各面に唐戸（両開きの板扉）が1面に設置されているため、堂を周りながらでも、どの面からでも礼拝が可能な機能的な構造となっている。また、正面だけは柱間が他の五面より広く造られ、六躯の仏像を納めた仏龕は、堂の中心より一尺八寸程度、後方にずらし設置されている。これは正面から礼拝した場合、仏像前方の空間を広くし、礼拝をしやすくした構造にしているためである。 屋根は二層になっているが、珍しい行基葺（後述）という古い工法で葺かれている。これは大工・伊藤平左衛門の残した『見聞学行跡集』に「萬歳楼好ニテ」とあり、施主の豊後屋栄蔵（万歳楼袖彦）が好んだと書かれており、鬼瓦の文様やその他にも亀の意匠などは施主の意向であると考えられている。
備考
行基葺 - 行基が考案したとされる仏閣の屋根瓦の葺き方の一つで、古い形式の葺き方である。行基式丸瓦とよばれる半円筒状の一方を細くし下方が末広がりとなった丸瓦と平瓦を交互に並べ重ねて葺いていく工法である。
福岡藩主黒田家墓所（区分 - 記念物、種別 - 史跡）
指定年月日：1995年（平成7年）3月31日指定。福岡藩二代藩主黒田忠之、三代藩主黒田光之、八代藩主黒田治高の墓所。
墓碑は三藩主とも花崗岩製の五輪塔で高さは約5.4メートルから5.8メートルあり、三墓碑とも49本の花崗岩製卒塔婆で囲まれている。忠之の墓前には、この時に殉死した尾上二左衛門勝義（陽桃院殿長壽正仙）、深見五郎右衛門重昌（實相院殿一如真空）、長濱九郎右衛門重勝（修徳院殿道壽宗清）、竹田助之進義成（春嶺院殿花心淨蓮）、田中五郎兵衛栄清（龍華院殿春庭永喜）の5基の五輪塔の墓碑が並ぶ。またその傍らに、この時同様に殉死した明厳院（山伏秀栄）の墓碑が建つ。

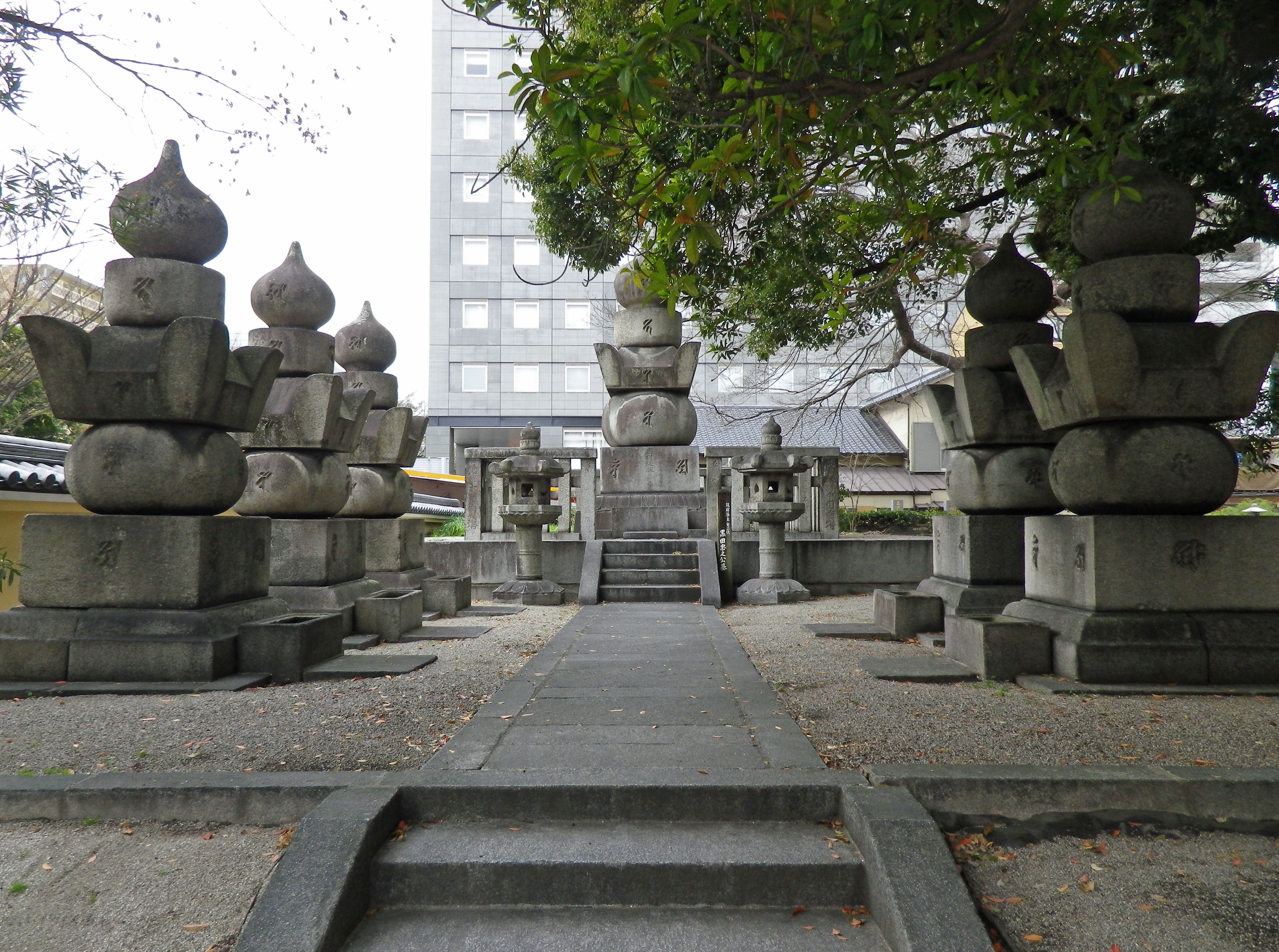
黒田忠之墓
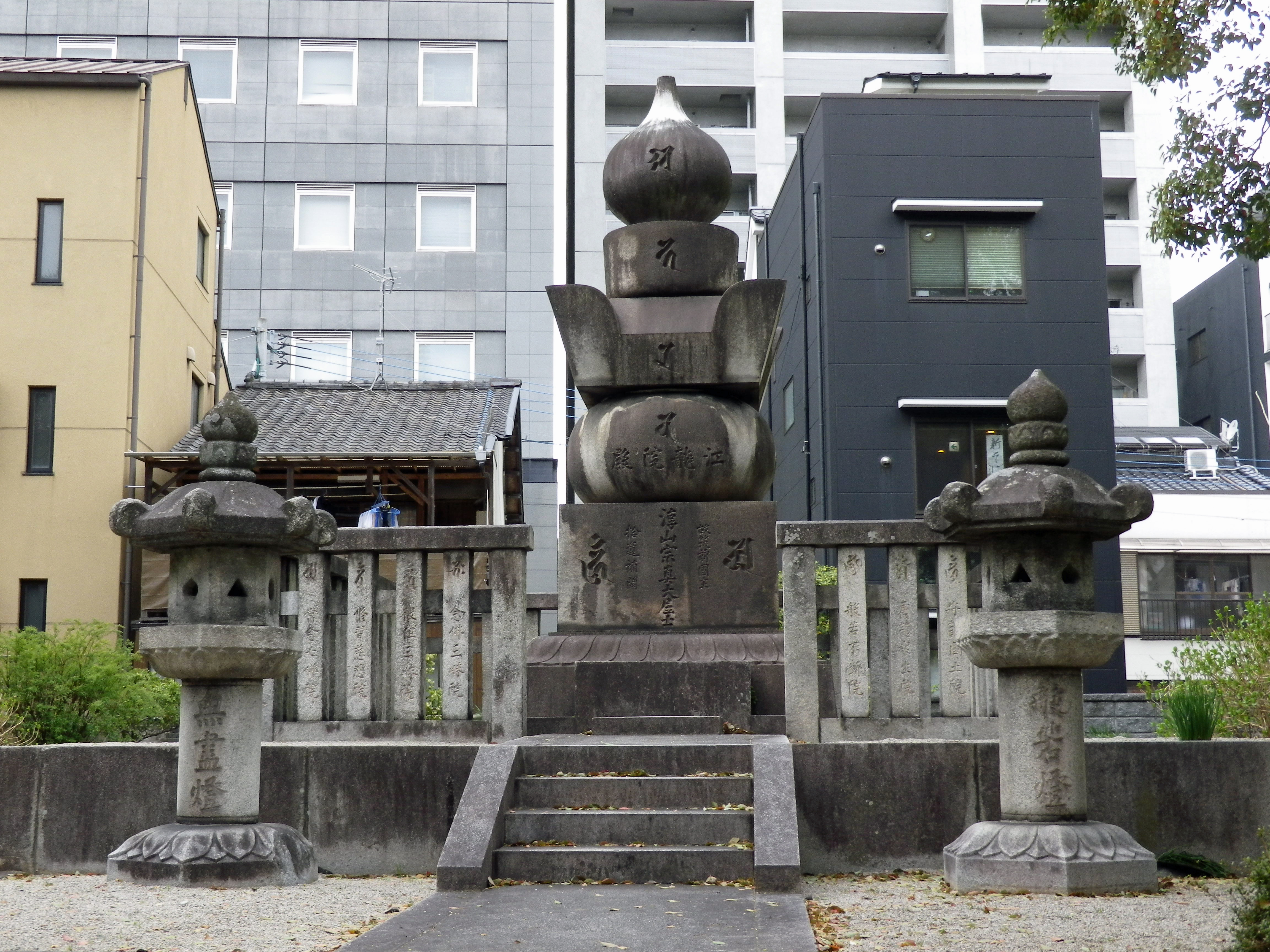
黒田光之墓
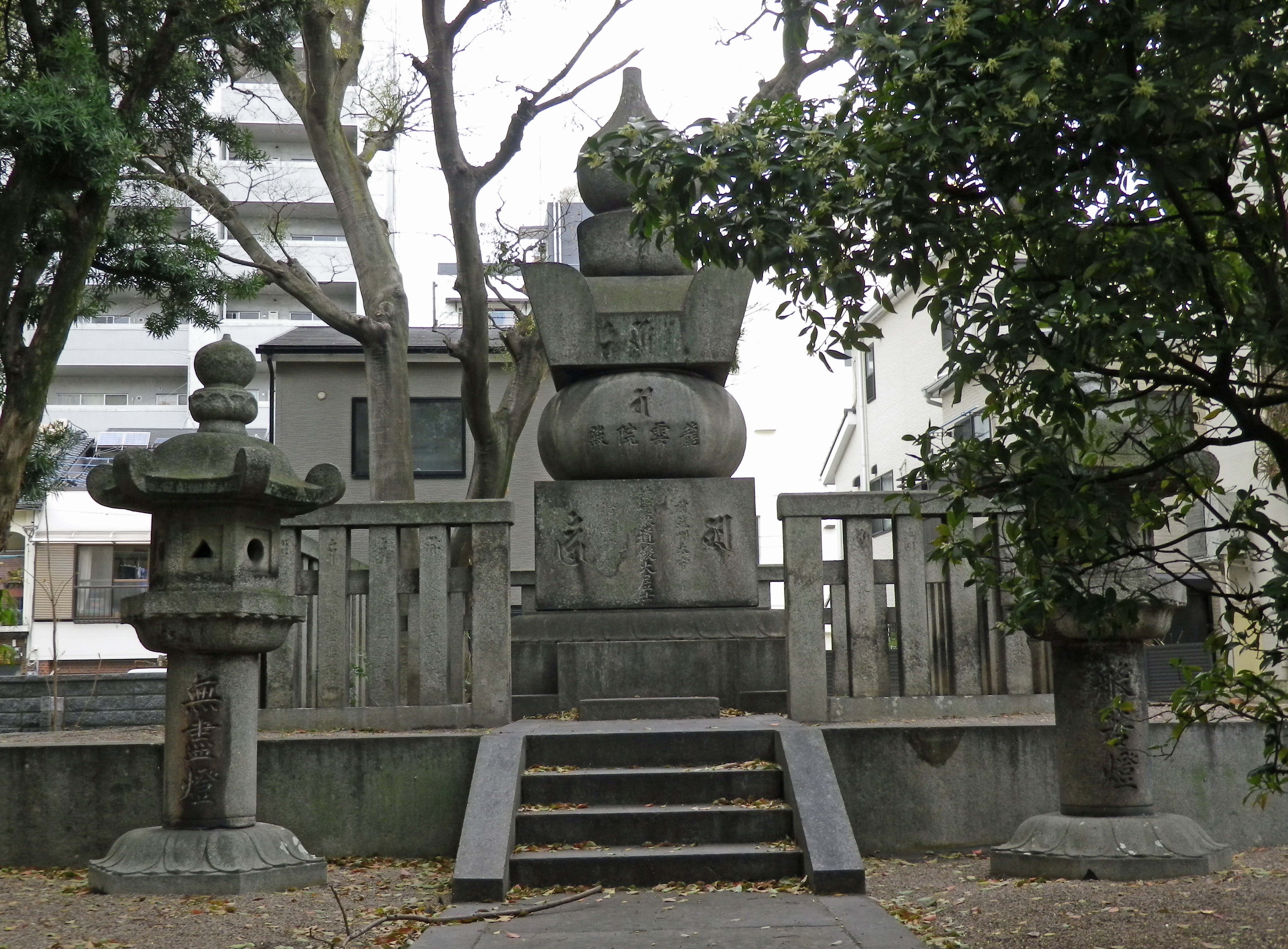
黒田治高墓

### その他寺宝
- 弘法大師坐像 - 本堂内、千手観音像の向かって右の厨子内に安置。秘仏。
- 不動明王立像 - 本堂内、千手観音像の向かって左に安置。
- 千字文 - 平安時代。伝・空海作。
- 五鈷 - 鎌倉時代。
- 独鈷 - 平安時代。

## 行事
年間行事
- 1月1日 - 新春初詣
- 2月3日 - 節分大祭

節分で豆まきが行われたことが文献に現れる最も古い記録は、室町時代・応永32年（1425年）であるが、東長寺節分大祭は「歳徳神節分祭（としとくじんせつぶんさい）」ともよばれ、室町時代から続き、歴史は福岡、博多では最も古い節分祭とされる。期間中は、重要文化財・千手観音像、福岡市指定有形文化財・六角堂が開帳され、毎年多くの人で賑わう。豆まきは、年男や福岡・博多の名士などにより行われ、豆、餅、みかん、お菓子などが本堂から撒かれる。また、1995年に福岡市で開催された夏季ユニバーシアードの翌年から、海外からの留学生との国際交流の場として、特設舞台で外国人留学生が七福神、お多福、赤鬼、青鬼に扮し「招福魔滅まき」が行われている。
- 2月2日：節分祭（前夜祭）。
節分豆まきが行なわれる。
- 2月3日：開運厄除 節分大祭。
節分豆まき、開運厄除護摩祈願、星まつり・火まつりが行なわれる。

- 3月21日 - 正御影供
- 6月15日 - 弘法大師誕生祭
- 8月16日 - 大施餓鬼会
- 10月20日 - 土砂加持法要

## 前後の札所

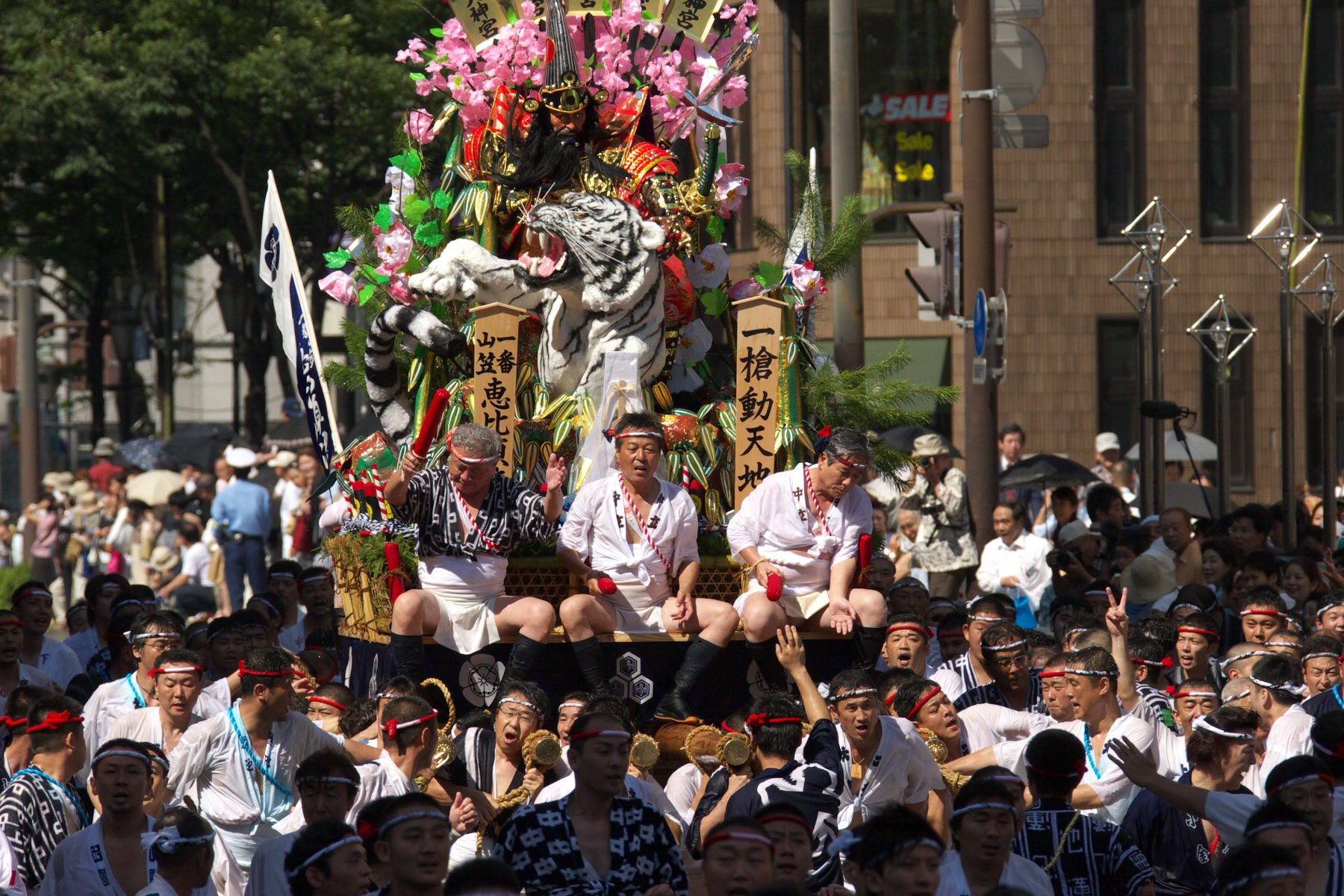
舁き山笠

九州八十八カ所百八霊場
1 東長寺　-　2 般若院
九州三十六不動尊霊場
35 恵光院　-　36 東長寺
九州二十四地蔵尊霊場
21 恵光院　-　22 東長寺　-　23 隆照寺

## 博多祇園山笠
博多祇園山笠の追い山になると、追い山笠のコースには三つの清道旗が立てられている。最初の旗は櫛田神社の清道にあり、二つ目が東長寺前の大博通りのセンターライン部分、三つ目が承天寺の前である。いずれも各流の舁き山笠が回るので、見物のポイントでもある。
各流は東長寺正門前に並ぶ住職たちを前に舁き回る習慣が残っているが、これは明治維新後の神仏分離まで東長寺に属する神護寺が櫛田神社を管理していたことから、今もなおその敬意を表して表敬を行っているためである。

## 交通アクセス
- 福岡市地下鉄空港線祇園駅よりすぐ
- 福岡高速環状線呉服町出入口より900m